# Roberto Firpo
Roberto Firpo (Las Flores, 10 de maio de 1884 — 14 de junho de 1969) foi um compositor, pianista e músico de tango argentino.
Um  dos  pilares  da formação  do tango. Antes de ingressar no meio musical desempenhou  muitas atividades humildes como pintor e balconista de armazém, mas sempre interessado em música, aprendeu primeiro violão, porém, ainda adolescente teve aulas de piano com Alfredo Bevilacqua, que já compunha tangos; logo Firpo compraria seu próprio piano e começaria uma das mais longas carreiras da história do tango, contabilizando mais de 60 anos de carreira. Foi um dos primeiros a introduzir o piano no tango.

## Biografia
Firpo que inicia sua carreira profissional em 1906, compõe em 1909 os seus primeiros tangos: La chola, La gaucha Manuela  e El compinche. Em 1912, aparece um lindo tango de sua autoria: Didi, e a partir de 1914, começa um intenso e proveitoso período de produções que enriqueceriam sobremaneira o tango.
Em 1913, Max Glucksman, um empresário pioneiro da indústria fonográfica argentina contrata Roberto Firpo para gravar discos em um momento em que o tango já tinha se desvinculado dos prostíbulos e começava a se tornar um produto vendável dentro e fora da Argentina. É iniciada uma longa fase que renderia cerca de 1.500 gravações e muitas páginas inolvidáveis da música rio-platense. Firpo foi ativo praticamente até o fim da vida.
Em 1917, depois de uma memorável temporada em Montevidéu, onde conheceu o compositor Gerardo Matos Rodríguez, trouxe para o conhecimento dos argentinos e do mundo o tango La cumparsita; a gravação que Firpo fez desse tango foi a primeira, e somente por isso já mereceria nome na história do tango. Acompanhou o histórico duo de cantores Gardel-Razzano, em 1917, na gravação do estilo El moro. E nesse mesmo ano gravaria o primeiro tango com solo de piano: Argañaraz, de sua autoria, com leves intervenções do bandoneón de Eduardo Arolas.
Firpo manteve durante quase seis décadas de atividade um estilo de tocar tangos mantendo uma maneira primitiva de interpretar os tangos rio-platenses, tanto que na década de 1930 já era tido por muitos como ultrapassado, mas sempre foi respeitado no meio musical argentino e teve fiéis admiradores.
Durante a sua longa trajetória musical, Firpo conheceu e trabalhou com quase todos os grandes nomes da história do tango, desde Eduardo Arolas (com quem fez parceria no tango Fuegos artificiales, de 1914), também trabalhando com Francisco Canaro, com quem formou a Gran Orquesta de Ases, entre 1917 e 1918, até nomes da vanguarda do tango como Astor Piazzolla (que fez uma maravilhosa gravação do seu tango El rapido) e Aníbal Troilo.

## Composições de tango
Seleção
- El compinche
- La chola
- La gaucha Manuela
- Didi
- El apronte
- Alma de bohemio
- Argañaraz
- El rápido
- Montevideo
- Fuegos artificiales
- Sentimiento criollo
- Noche de farra